# Босле, Шарль Мари Франсуа
Шарль Мари Франсуа́ Босле́ (фр. Charles-Marie-François Bosselet; 27 июня 1812, Лион, Франция — 2 апреля 1873, Сен-Жосс, Франция) — бельгийский скрипач, композитор, дирижёр, музыкальный педагог.

## Биография
Родился в Лионе в 1812 году в семье французского актёра Пьера Марена Босле, в 1819 году обосновавшегося в Брюсселе и с 1829 года преподававшего сценическую речь в Брюссельской консерватории. Будучи вынужден прервать своё обучение в 1830 году, начал играть на скрипке в одном из парижских театров, был дирижёром театра Булонь-сюр-Мер. В 1835 году вернулся в Брюссель, где стал вторым дирижёром Королевского театра де ла Монне. После реорганизации консерватории изучал там композицию под руководством Франсуа Жозефа Фети и гармонию и контрапункт под руководством Шарля Ханссенса. После того, как его Laudate Dominum получила первую премию, в 1840 году был приглашён занять должность профессора гармонии. Среди его учеников, в частности, были Петер Бенуа, Адольф Ваутерс, Эмиль Матьё, Йозеф Холлман.
В 1842 году стал членом Королевской академии музыки. Примерно в то же время стал членом брюссельской ложи «Друзья филантропии». В январе 1872 года был избран действительным членом бельгийской Академии изящных искусств.

## Произведения
Среди композиций Босле — ряд балетов (в том числе «Дриады», «Арлекин и Пьеро»), многочисленные хоровые сочинения (популярностью у бельгийских певцов середины XIX века пользовался, в частности, квартет «Неаполитанские рыбаки»). В 1853 году по случаю юбилея короля представил в театре «Ла Монне» свою Большую кантату.